# Дубупис
Дубупис (лит. Dubupis) — малая река, протекающая по территории Клайпедского уезда на северо-западе Литвы. Левый приток Дарбы. Длина реки равна 11,5 км. Площадь бассейна составляет 11,6 км².

## Гидрография
Дубупис протекает в северной части Приморской низменности. Берёт начало у северной оконечности Западно-Жемайтской равнины, в центральной части Дарбенайского староства Кретингского района, на окраине лесного массива Пилалес (лит. Pilalės miškas, примерно в 2 км северо-восточнее деревни Ауксудис (лит. Auksūdys). От истока течёт преимущественно на юг, около деревни Баркяляй сворачивает на северо-запад. Впадает в Дарбу слева, в 13,3 км от устья, примерно в 250 м выше Дарбенайского водохранилища, на территории местечка Дарбенай (лит. Auksūdys).
Основным правым притоком является Грайступис (лит. Graistupis).

## Населённые пункты
Вдоль берегов реки расположены следующие населённые пункты: заброшенная деревня Науюкай, деревня Баркяляй и местечко Дарбенай.